# Aeroportul Jaime González
Aeroportul Jaime González (IATA: CFG, ICAO: MUCF) este un aeroport din Cienfuegos Province⁠(d), Cuba ce deservește zona Cienfuegos. A fost numit după Jaime González Grocier⁠(d).
Situat la o altitudine de 31 m, aeroportul dispune de 1 pistă. Este operat de Empresa Cubana de Aeropuertos y Servicios Aeroportuarios⁠(d).

## Infrastructură

### Piste
Aeroportul dispune de o singură pistă. Pista 02/20 are suprafața de asfalt. 